# منع الزكاة
منع الزكاة في المصطلح الإسلامي هو: الامتناع من دفع الزكاة، وعدم إخراج الحق المفروض منها، وإذا منعها المسلم؛ أخذت منه، وعزر، وإذا خرج بذلك عن قبضة الحاكم الشرعي؛ قاتله حتى يؤديها، ولا يخرجه ذلك
عن الإسلام.

## منع الزكاة
منع الزكاة بمعنى: «عدم دفع الحق المالي الواجب إخراجه، عند استيفاء شروط وجوب الزكاة». والمقصود من إيتاء الزكاة: صرفها في مصارفها، ويمكن للمزكي دفعها للمستحقين، أو تسليمها للجهة المختصة في الدولة، لتتولى صرفها، وإذا طلبها السلطان؛ لزم دفعها إليه. ويختلف حكم منع الزكاة باختلاف الأحوال، والأسباب المقترنة به، فلا بد من أن يكون الشخص
مسلما، من أهل وجوب الزكاة، وأن يمنع دفع حق لازم، وألا يكون له مبرر شرعي؛ لذا يطلب الاستفصال، واستبيان السبب، فقد يكون المنع للزكاة بسبب الجهل بالأحكام الشرعية، أو التلاعب أو غير ذلك.
روى مسلم بسنده حديث: «عن أبي هريرة قال: بعث رسول الله ﷺ عمر على الصدقة فقيل منع ابن جميل وخالد بن الوليد والعباس عم رسول الله ﷺ فقال رسول الله ﷺ: "ما ينقم ابن جميل إلا أنه كان فقيراً فأغناه الله، وأما خالد؛ فإنكم تظلمون خالدا قد احتبس أدراعه وأعتاده في سبيل الله، وأما العباس فهي علي ومثلها معها"، ثم قال: "يا عمر! أما شعرت أن عم الرجل صنو أبيه؟».
قال النووي: «ومعنى الحديث: أنهم طلبوا من خالد زكاة أعتاده ظنا منهم أنها للتجارة، وأن الزكاة فيها واجبة، فقال لهم: لا زكاة لكم علي، فقالوا للنبي ﷺ: إن خالدا منع الزكاة، فقال لهم: إنكم تظلمونه؛ لأنه حبسها ووقفها في سبيل الله قبل الحول عليها، فلا زكاة فيها. ويحتمل أن يكون المراد: لو وجبت عليه زكاة لأعطاها ولم يشح بها؛ لأنه قد وقف أمواله لله تعالى متبرعا فكيف يشح بواجب عليه؟ وقوله: ﷺ: «هي علي ومثلها معها» معناه: أني تسلفت منه زكاة عامين، والصواب أن معناه: تعجلتها منه، وقد جاء في حديث آخر في غير مسلم إنا تعجلنا منه صدقة عامين».
وقال القاضي عياض: «لكن ظاهر الأحاديث في الصحيحين أنها في الزكاة لقوله: بعث رسول الله ﷺ عمر على الصدقة، وإنما كان يبعث في الفريضة». قال النووي: «الصحيح المشهور أن هذا كان في الزكاة لا في صدقة التطوع، وعلى هذا قال أصحابنا وغيرهم».

## الحكم
إذا منع الزكاة مع اعتقاد وجوبها؛ أخذت منه وعزره الحاكم، وإذا خرج عن قبضة الإمام؛ قاتله بحق الإسلام، ولا يخرجه ذلك عن الإسلام، لأن الزكاة من فروع الدين، ويعد مانع الزكاة مع اعتقاد وجوبها مسلما عاصيا، مقصرا، يستتاب وتؤخذ منه الزكاة، ولا يكفر بسبب هذه المعصية، ويعاقب عليها في الآخرة، إن مات على ذلك؛ لأنه من عصاة المسلمين. قال في المهذب: «وإن منع الزكاة أو غل أخذ منه الفرض وعزره على المنع والغلول، وقال في القديم: يأخذ الزكاة وشطر ماله». وقال النووي: «إذا لزمته زكاة فمنعها أو غلها أي كتمها وخان فيها أخذ الإمام أو الساعي الفرض منه، والقول الصحيح الجديد أنه لا يأخذ شطر ماله. وقال في القديم يأخذه». وقال أيضا: «وأما مانع الزكاة فيعزر على كل تقدير، إلا أن يكون قريب عهد بالإسلام، يخفى عليه وجوبها أو نحوه». وقال ابن قدامة المقدسي في المغني: «وإن منعها معتقدا وجوبها، وقدر الإمام على أخذها منه؛ أخذها وعزره، ولم يأخذ زيادة عليها، في قول أكثر أهل العلم، منهم أبو حنيفة، ومالك، والشافعي، وأصحابهم. وكذلك إن غل ماله فكتمه حتى لا يأخذ الإمام زكاته، فظهر عليه».

### قتال مانعي الزكاة
إذا امتنع جماعة من دفع الزكاة للسلطان، وخرجوا بذلك عن قبضته، ولم يتمكن من أخذها منهم، وهم أصحاب، شوكة ولهم قائد؛ قاتلهم السلطان حتى يؤدوا الزكاة، قال ابن قدامة: «فأما إن كان مانع الزكاة خارجا عن قبضة الإمام قاتله؛ لأن الصحابة رضي الله عنهم قاتلوا مانعيها، وقال أبو بكر الصديق رضي الله عنه: «لو منعوني عقالا كانوا يؤدونه إلى رسول الله ﷺ لقاتلتهم عليه». فإن ظفر به وبماله، أخذها من غير زيادة أيضا، ولم تسب ذريته؛ لأن الجناية من غيرهم، ولأن المانع لا يسبى، فذريته أولى. وإن ظفر به دون ماله، دعاه إلى أدائها، واستتابه ثلاثا، فإن تاب وأدى، وإلا قتل، ولم يحكم بكفره».

### منع الزكاة في خلافة أبى بكر الصديق
في زمن خلافة أبي بكر الصديق امتنعت بعض القبائل من دفع الزكاة إليه، متأولين ذلك بقولهم: «إنما كنا نؤدي إلى رسول الله ﷺ؛ لأن صلاته سكن لنا، وليس صلاة أبي بكر سكنا لنا، فلا نؤدي إليه»، وقتاله إياهم بذلك لكونهم بغاة وليسوا كفارا، كما أن عمر وغيره من الصحابة امتنعوا من القتال في بدء الأمر، ولو اعتقدوا كفرهم لما توقفوا عنه، ثم اتفقوا على القتال، وبقي الكفر على أصل النفي، ولأن الزكاة فرع من فروع الدين، فلم يكفر تاركه بمجرد تركه، كالحج، وإذا لم يكفر بتركه، لم يكفر بالقتال عليه كأهل البغي. ويحتمل أنهم جحدوا وجوب الأداء إلى أبي بكر رضي الله عنه ولأن هذه قضية في عين، ولا يتحقق من الذين قال لهم أبو بكر هذا القول، فيحتمل أنهم كانوا مرتدين، ويحتمل أنهم جحدوا وجوب الزكاة، ويحتمل غير ذلك، فلا يجوز الحكم به في محل النزاع، ويحتمل أن أبا بكر قال ذلك لأنهم ارتكبوا كبائر، وماتوا من غير توبة، فحكم لهم بالنار ظاهرا، كما حكم لقتلى المجاهدين بالجنة ظاهرا، والأمر إلى الله تعالى في الجميع، ولم يحكم عليهم بالتخليد، ولا يلزم من الحكم بالنار الحكم بالتخليد، بعد أن أخبر النبي ﷺ أن قوما من أمته يدخلون النار، ثم يخرجهم الله تعالى منها ويدخلهم الجنة.
بعد ما بويع أبو بكر الصديق خليفة للمسلمين، حرص على تطبيق أحكام الشرع الإسلامي وفق الطريقة النبوية،  وقد كانت بعض القبائل قريبة عهد بالإسلام، وقد واجه أبو بكر الصديق ظاهرة منع الزكاة من بعض تلك القبائل. روى البخاري: «عن أبي هريرة قال: لما توفي النبي ﷺ، واستخلف أبو بكر، وكفر من كفر من العرب، قال عمر: يا أبا بكر كيف تقاتل الناس وقد قال رسول الله صلى الله عليه وسلم: أمرت أن أقاتل الناس حتى يقولوا لا إله إلا الله، فمن قال لا إله إلا الله فقد عصم مني ماله ونفسه إلا بحقه وحسابه على الله. قال أبو بكر: "والله لأقاتلن من فرق بين الصلاة والزكاة، فإن الزكاة حق المال، والله لو منعوني عناقا كانوا يؤدونها إلى رسول الله صلى الله عليه وسلم لقاتلتهم على منعها". قال عمر: "فوالله ما هو إلا أن رأيت أن قد شرح الله صدر أبي بكر للقتال فعرفت أنه الحق"». وفي هذا الحديث بيان تاريخ الأحداث في زمن خلافة أبى بكر الصديق، فقد قاتل أهل الردة ومانعي الزكاة من البغاة، وقول أبي هريرة: «لما توفي رسول الله ﷺ واستخلف أبو بكر بعده وكفر من كفر من العرب.» يقصد بمن كفر: أهل الردة، وقد قسم العلماء الذين امتنعوا من دفع الزكاة إلى أبي بكر الصديق إلى قسمين: القسم الأول: أهل الردة وهم الذين ارتدوا عن الدين ونابذوا الملة وعادوا إلى الكفر بعد إسلامهم، وهم الذين عناهم أبو هريرة بقوله: «وكفر من كفر من العرب». ومن هؤلاء أصحاب مسيلمة من بني حنيفة وغيرهم الذين صدقوه على دعواه في النبوة، وأصحاب الأسود العنسي ومن كان من مستجيبيه من أهل اليمن وغيرهم، فقاتلهم أبو بكر رضي الله عنه حتى قتل الله مسيلمة باليمامة، والعنسي بصنعاء وانفضت جموعهم وهلك أكثرهم. ومن هذا القسم أيضا: الذين ارتدوا عن الدين وأنكروا الشرائع وتركوا الصلاة والزكاة وغيرها من أمور الدين وعادوا إلى ما كانوا عليه من عبادة الأصنام وغير ذلك. والقسم الثاني: هم الذين لم يرتدوا عن الإسلام، ولكنهم فرقوا بين الصلاة والزكاة فأقروا بالصلاة، وأنكروا فرض الزكاة ووجوب أدائها إلى الإمام. وهؤلاء على الحقيقة أهل بغي. ومنهم من لم يمتنع من دفع الزكاة إلا أن رؤساءهم صدوهم عن ذلك الرأي وقبضوا على أيديهم في ذلك مثل بني يربوع، فإنهم قد جمعوا صدقاتهم وأرادوا أن يبعثوا بها إلى أبي بكر رضي الله عنه فمنعهم مالك بن نويرة من ذلك وفرقها فيهم. أما القسم الأول وهم أهل الردة فقد اتفق الصحابة على قتالهم بسبب الردة، وقاتلهم أبو بكر الصديق حتى انتهى أمرهم. وأما القسم الثاني فلم يحكم عليهم بالردة؛ لجهلهم بالأحكام وقرب عهدهم بالإسلام، وإنما قاتلهم أبو بكر الصديق؛ لأنهم بغاة، والباغي يقتل بحكم الإسلام، وحكمه حكم المسلمين. وفي هذا قال عمر: لأبي بكر «كيف تقاتل الناس وقد قال رسول الله ﷺ: «أمرت أن أقاتل الناس حتى يقولوا لا إله إلا الله، فمن قال لا إله إلا الله عصم مني ماله ونفسه إلا بحقه وحسابه على الله؟..»» بمعنى: أن من نطق بالشهادتين معصوم الدم والمال فكيف تقاتلهم؟ فقال أبو بكر: «والله لأقاتلن من فرق بين الصلاة والزكاة فإن الزكاة حق المال والله لو منعوني عقالا كانوا يؤدونه إلى رسول الله صلى الله عليه وسلم لقاتلتهم على منعه.» فقال عمر: «فوالله ما هو إلا أن رأيت الله قد شرح صدر أبي بكر للقتال فعرفت أنه الحق». «قال ابن بكير وعبد الله عن الليث عناقا وهو أصح».

## حكم منع الزكاة
لمنع الزكاة في الشريعة الإسلامية أحكام مفصلة بحسب الأحوال، فالزكاة بمعناها الإجمالي عموما مفرضة بإجماع المسلمين، فحكم فرضها معلوم من الدين بالضرورة، والعلم الضروري معناه أن المعلوم مما لا يجهل عند المسلمين، وعلى هذا فإن منع الزكاة قد يكون له صلة بالحكم أو لا يكون له ذلك، وقد ذكر العلماء هذا التفصيل، فلا يكون الحكم على منوال واحد، ولا يكون الحكم إلا بعد الاستفصال، وتحقق المنع بعد تحقق الوجوب، أي: أنه لا بد تأكد وجوب الزكاة، فقد لا تكون الزكاة واجبة عليه أصلا، كما دل على هذا خبر الصحيحين: أن خالد بن الوليد، والعباس بن عبد المطلب، طولبا بالزكاة لكن تبين أنه لا زكاة عليهما أصلا. فلا يجكم بمجرد التهمة؛ لاحتمال دفعها سرا، أو تعجيلها أو غير ذلك. فإذا تحقق وجوب الزكاة على شخص على وجه معلوم، وتحقق امتناعه من دفعها بلا عذر شرعي فيوصف حينئذٍ بأنه مانع الزكاة. ومنع الزكاة إما أن يكون على وجة الإجمال أو في حكم مخصوص، وفي الحالين إما أن يكون مع إنكار الوجوب أو بغير إنكار، فمن أنكر وجوب الزكاة إجمالا، وجحد فرضيتها، وقال عالما عامدا مختارا: أن الزكاة غير مفروضة، وأنها ليست من الدين، وأن الله لم يوجبها، أو قال أنه لا يقر بوجوبها، فمرجع الحكم فيه للحاكم الشرعي، فإذا رفع به إلى الحاكم استفصل منه الحاكم، فإذا تحقق له أنه قال ذلك مع كونه مسلما مكلفا عالما عامدا مختارا؛ استتابه الحاكم، فإن أصر بعد استتابة الحاكم له على قوله؛ هدده الحاكم فإن استمر على إصراره؛ أقام عليه الحاكم حكم حد الردة، ما لم يتراجع عن قوله؛ لأن وجوب الزكاة معلوم من الدين بالضرورة، أجمع عليه المسلمون، وإنكاره إنكار للدين. وهذا الحكم لا يختص بالزكاة بل هو حكم عام في كل من أنكر معلوما من الدين بالضرورة. وإذا أنكر وجوب الزكاة وكان جاهلا معذورا بجهله، كأن يكون قريب عهد بالإسلام، أو نشأ ببادية بعيدة عن العلماء ولم يمكنه الوصول إليهم؛ فلا يخرج بذلك عن الإسلام. وأما الزكاة التي امتنع من أدائها؛ فيأخذها الحاكم منه بالقوة. كل هذا فيمن أنكر الزكاة إجمالا، أما لو أنكر من الزكاة ما ليس معلوما من الدين بالضرورة، مثل: زكاة الخيل؛ فلا يكون حكمه كذلك. وإذا امتنع من دفع الزكاة ولم يكن منكرا لوجوبها، أي: مع العلم بوجوبها؛ أخذها الحاكم منه ولو بالقوة، وهو قول أبي حنيفة ومالك والشافعي، وحكمه حكم عصاة المسلمين، ولا يخرجه ذلك عن الإسلام.

### أدلة تحريم منع الزكاة
والأدلة على تحريم منع الزكاة كثيرة، فقد دلت النصوص الشرعية على تحريم كنز المال والبخل به. روى مسلم في صحيحه حديث: «عن أبي هريرة قال: قال رسول الله ﷺ: ما من صاحب ذهب ولا فضة لا يؤدي منها حقها إلا إذا كان يوم القيامة صفحت له صفائح من نار فأحمي عليها في نار جهنم فيكوى بها جنبه وجبينه وظهره كلما بردت أعيدت له في يوم كان مقداره خمسين ألف سنة حتى يقضى بين العباد، فيرى سبيله إما إلى الجنة وإما إلى النار، قيل: يا رسول الله فالإبل؟ قال: ولا صاحب إبل لا يؤدي منها حقها ومن حقها حلبها يوم وردها إلا إذا كان يوم القيامة بطح لها بقاع قرقر، أوفر ما كانت لا يفقد منها فصيلا واحدا، تطؤه بأخفافها وتعضه بأفواهها كلما مر عليه أولاها رد عليه أخراها في يوم كان مقداره خمسين ألف سنة حتى يقضى بين العباد، فيرى سبيله إما إلى الجنة وإما إلى النار، قيل: يا رسول الله فالبقر والغنم؟ قال: ولا صاحب بقر ولا غنم لا يؤدي منها حقها إلا إذا كان يوم القيامة بطح لها بقاع قرقر لا يفقد منها شيئا ليس فيها عقصاء ولا جلحاء ولا عضباء تنطحه بقرونها وتطؤه بأظلافها كلما مر عليه أولاها رد عليه أخراها في يوم كان مقداره خمسين ألف سنة حتى يقضى بين العباد فيرى سبيله إما إلى الجنة وإما إلى النار.» وحديث: «عن أبي هريرة قال قال رسول الله صلى الله عليه وسلم ما من صاحب كنز لا يؤدي زكاته إلا أحمي عليه في نار جهنم فيجعل صفائح فيكوى بها جنباه وجبينه حتى يحكم الله بين عباده في يوم كان مقداره خمسين ألف سنة ثم يرى سبيله إما إلى الجنة وإما إلى النار وما من صاحب إبل لا يؤدي زكاتها إلا بطح لها بقاع قرقر كأوفر ما كانت تستن عليه كلما مضى عليه أخراها ردت عليه أولاها حتى يحكم الله بين عباده في يوم كان مقداره خمسين ألف سنة ثم يرى سبيله إما إلى الجنة وإما إلى النار وما من صاحب غنم لا يؤدي زكاتها إلا بطح لها بقاع قرقر كأوفر ما كانت فتطؤه بأظلافها وتنطحه بقرونها ليس فيها عقصاء ولا جلحاء كلما مضى عليه أخراها ردت عليه أولاها حتى يحكم الله بين عباده في يوم كان مقداره خمسين ألف سنة مما تعدون ثم يرى سبيله إما إلى الجنة وإما إلى النار.»

### البخل بالمال
البخل بالمال عدم إنفاقه، وفي القرآن بمعنى: عدم إخراج الزكاة الواجبة، قال تعالى: ﴿وَلَا يَحْسَبَنَّ الَّذِينَ يَبْخَلُونَ بِمَا آتَاهُمُ اللَّهُ مِنْ فَضْلِهِ هُوَ خَيْرًا لَهُمْ بَلْ هُوَ شَرٌّ لَهُمْ سَيُطَوَّقُونَ مَا بَخِلُوا بِهِ يَوْمَ الْقِيَامَةِ وَلِلَّهِ مِيرَاثُ السَّمَاوَاتِ وَالْأَرْضِ وَاللَّهُ بِمَا تَعْمَلُونَ خَبِيرٌ ۝١٨٠﴾ [آل عمران:180]. ذكر ابن جرير أن المقصود بـالبخل في هذا الموضع، منع الزكاة؛ لتظاهر الأدلة، وفسر البخل في الآية بأنه منع حق الله كما دل عليه حديث: «البخيل الذي منع حق الله منه، أنه يصير ثعبانًا في عنقه.» ولقول الله عقيب هذه الآية: ﴿لَقَدْ سَمِعَ اللَّهُ قَوْلَ الَّذِينَ قَالُوا إِنَّ اللَّهَ فَقِيرٌ وَنَحْنُ أَغْنِيَاءُ﴾، فوصف الله قول المشركين من اليهود الذين زعموا عند أمر الله إياهم بالزكاة: أن الله فقيرٌ. ومعنى الآية: أن الله تعالى هو الذي يعطى من يشاء ويمنع من يشاء، فمن أعطاه الله من فضله أي: من الأموال في الدنيا؛ فهو فضل من الله، فلا يبخل بالإنفاق منه، وفسر البخل في الآية بمعنى: عدم إخراج زكاة المال التي فرضها الله للمستحقين. وأن حبس المال وعدم الإنفاق منه فيما فرض الله ليس خيرا، فمانع الزكاة إن ظن أن ذلك خيرا له؛ فقد أخطأ؛ لأن الله تعالى جعل الإنفاق في سبيله سببا لتنمية المال وزيادته، وأن البخل سبب لتلف المال، وأما في الآخرة؛ فمانع الزكاة يعذب بسبب عدم إخراج الزكاة. قال الطبري في تفسير الآية: «ولا تحسبن، يا محمد، بخل الذين يبخلون بما أعطاهم الله في الدنيا من الأموال، فلا يخرجون منه حق الله الذي فرضه عليهم فيه من الزكوات، هو خيرًا لهم عند الله يوم القيامة، بل هو شر لهم عنده في الآخرة».
ومعنى: ﴿سَيُطَوَّقُونَ مَا بَخِلُوا بِهِ يَوْمَ الْقِيَامَة﴾ أي: سيجعل الله ما بخل به المانعون الزكاةَ، طوقًا في أعناقهم كهيئة الأطواق المعروفة، والطوق ما يوضع في العنق. فالتطويق يوم القيامة عقوبة لمانع الزكاة، فيجازى بما بخل به. وفسر الطوق بأنه ثعبان يطوق به مانع الزكاة، عن أسباط، عن السدي قال: «يُجعل ماله يوم القيامة شجاعًا أقرع يطوِّقه، فيأخذ بعنقه، فيتبعه حتى يقذفه في النار.» وعن أبي وائل قال: هو الرجل الذي يرزقه الله مالا فيمنع قرابته الحق الذي جعل الله لهم في ماله، فيُجْعل حية فيطوَّقها، فيقول: ما لي ولك فيقول: أنا مالك. روى الطبري: عن أبي مالك العبدي قال: «ما من عبد يأتيه ذُو رَحمٍ له، يسأله من فضلٍ عنده فيبخل عليه، إلا أخرِج له الذي بَخِل به عليه شجاعًا أقْرَع.» قال: وقرأ الآية.» فيعاقب مانع الزكاة بماله الذي بخل به، فيكون عليه ثعبان عظيم يطوق عنقه. كما ورد هذا فيمن بخل بفضل ماله عن قريب سأله، كما في حديث: «عن أبي قزعة حجر بن بيان قال: قال رسول الله ﷺ: «ما من ذي رحم يأتي ذا رحمِه فيسأله من فضل أعطاه الله إياه، فيبخل به عليه، إلا أخرج له يوم القيامة شجاع من النار يتلمظ حتى يطوِّقه.» ثم قرأ الآية.» وعن عبد الله بن مسعود قال: «ثعبان ينقر رأس أحدهم، يقول: أنا مالك الذي بخلت به.» وفي رواية: «شجاع يلتوي برأس أحدهم.» وفي رواية أخرى: «شجاع أسود.» وفي رواية: «يجيء ماله يوم القيامة ثعبانًا، فينقر رأسه فيقول: أنا مالك الذي بخلت به، فينطوي على عنقه.»
«عن ابن مسعود قال: قال رسول الله صلى الله عليه وسلم: ما من أحد لا يؤدي زكاة ماله، إلا مثَل له شجاع أقرع يطوقه». ثم قرأ علينا رسول الله صلى الله عليه وسلم: ﴿ولا تحسبن الذين يبخلون بما آتاهم الله من فضله هو خيرًا لهم..﴾ الآية. وعن مسروق قال: سألت ابن مسعود عن الأية قال: يطوقون شجاعًا أقرع ينهش رأسه. قال الطبري: وقال آخرون: معنى ذلك: يجعل ما بخلوا به في أعناقهم طوقًا من نار.